# Lilliestråle
Lilliestråle är en svensk adelsätt, stammande från kyrkoherden i Björkvik i Strängnäs stift Olaus Olai Bröms (1636–1681). Barnen till dennes son Ingemund Bröms adlades på grund av faderns förtjänster 1756.
Bland ättens medlemmar märks Joachim Wilhelm Liliestråle, Wilhelm Lilliestråle och Joachim Lilliestråle.